# Landsorganisasjonen i Norge

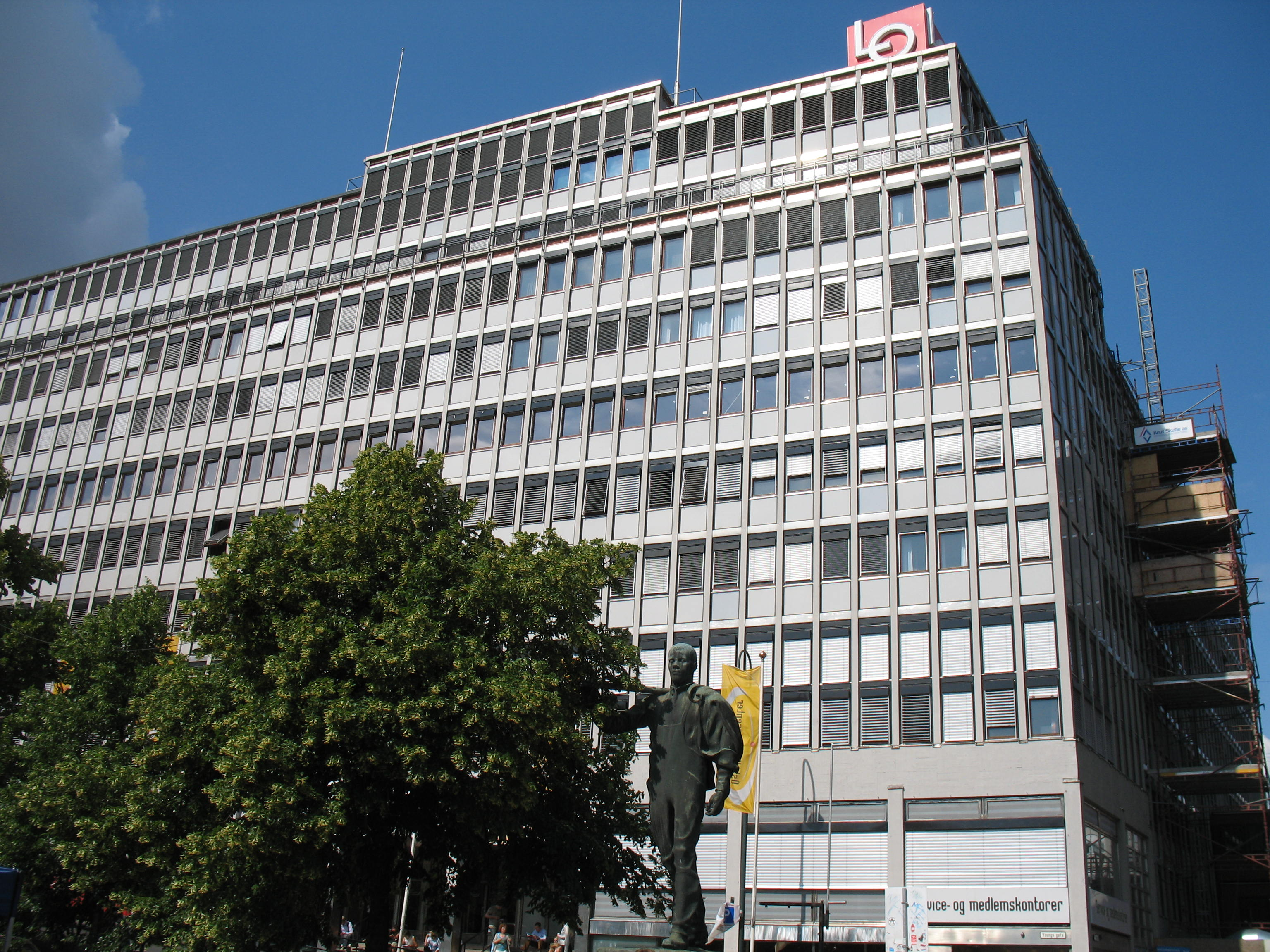
Gewerkschaftszentrale Folkets Hus am Youngstorget in Oslo (2007)

Die Landsorganisasjonen i Norge, kurz LO, ist Norwegens größter Gewerkschaftsdachverband. Er besteht aus 26 Einzelgewerkschaften mit insgesamt über 930.000 Mitgliedern (2018). Die LO wurde am 1. April 1899 als Arbeidernes Faglige Landsorganisasjon (AFL) gegründet und trägt ihren heutigen Namen seit 1957. Dem Gewerkschaftsverband entspricht in Deutschland der DGB.
Die LO versteht sich als überparteilich. Historisch ist die LO aber von sozialistischen und sozialdemokratischen Ideen geprägt gewesen. Auch organisatorisch und personell bestand und besteht eine enge Verflechtung mit der sozialdemokratischen Arbeiterpartei: An die Gewerkschaftsmitgliedschaft war jahrzehntelang eine Kollektivmitgliedschaft in der Arbeiterpartei geknüpft.
Die LO ist Mitglied des  Internationalen Gewerkschaftsbundes (IGB) und des  Europäischen Gewerkschaftsbundes (EGB).

## Organisationsstruktur
Auch wenn Arbeitnehmer direkt Mitglieder in der LO sein können, sind die meisten Mitglieder in einer der Teilgewerkschaften organisiert. Die Größe der Gewerkschaftsverbände variiert zwischen 1.000 und 300.000 Mitglieder. Die Gewerkschaften umfassen einzelne oder auch mehrere Berufszweige. Von den LO-Mitgliedern sind etwa 600.000 berufstätig, dies entspricht rund einem Viertel der norwegischen Arbeitnehmer.
Oberstes Beschlussorgan ist der Kongress, der alle vier Jahre abgehalten wird (jüngst 2022). Der „Landesausschuss“ (representantskap) tritt zweimal jährlich zusammen; das Sekretariat, das das Tagesgeschäft führt, tagt wöchentlich. Der Vorstand der LO besteht aus 8 Personen.
In jedem Fylke besteht ein Regionalbüro (distriktskontor).

## International
LO ist Mitglied der International Trade Union Confederation (ITUC), ein Zusammenschluss der International Confederation of Free Trade Unions (ICFTU) (in Norwegen auch Frie Faglige Internasjonale (FFI) genannt) und der World Confederation of Labour (WCL). ITUC repräsentiert 166 Millionen Arbeitnehmer in 309 Mitgliedsorganisationen in 156 Ländern.

## Mitgliederentwicklung
| Jahr | Abteilungen | Mitglieder (31. Dezember) |
| ---- | ----------- | ------------------------- |
| 1899 |             | 1.578                     |
| 1900 |             | 4.842                     |
| 1910 |             | 47.453                    |
| 1920 |             | 142.642                   |
| 1930 | 1.861       | 139.591                   |
| 1940 | 3.556       | 306.341                   |
| 1950 | 4.605       | 488.442                   |
| 1960 | 5.129       | 541.549                   |
| 1970 | 4.448       | 594.377                   |
| 1980 | 3.798       | 748.040                   |
| 1990 | 3.211       | 785.586                   |
| 2000 | 2.448       | 811.812                   |
| 2010 |             | 865.573                   |
| 2014 |             | 910.000                   |
| 2017 |             | 930.000                   |

### Vorsitzende
- 1899–1900: Hans G. Jensen
- 1900–1901: Dines Jensen
- 1901–1904: Adolf Pedersen
- 1904–1905: Joh. Johansen
- 1905–1906: Adolf Pedersen
- 1906–1925: Ole O. Lian
- 1925–1934: Halvard Olsen
- 1934–1939: Olav Hindahl
- 1939–1965: Konrad Nordahl
  - 1940:[2] Elias Volan
  - 1940–1941: Jens Tangen
  - 1941–1945: Odd Fossum
  - 1945: Kåre Rein
- 1965–1969: Parelius Mentsen
- 1969–1977: Tor Aspengren
- 1977–1987: Tor Halvorsen
- 1987–1989: Leif Haraldseth
- 1989–2001: Yngve Hågensen
- 2001–2007: Gerd-Liv Valla
- 2007–2013: Roar Flåthen
- 2013–2017: Gerd Kristiansen

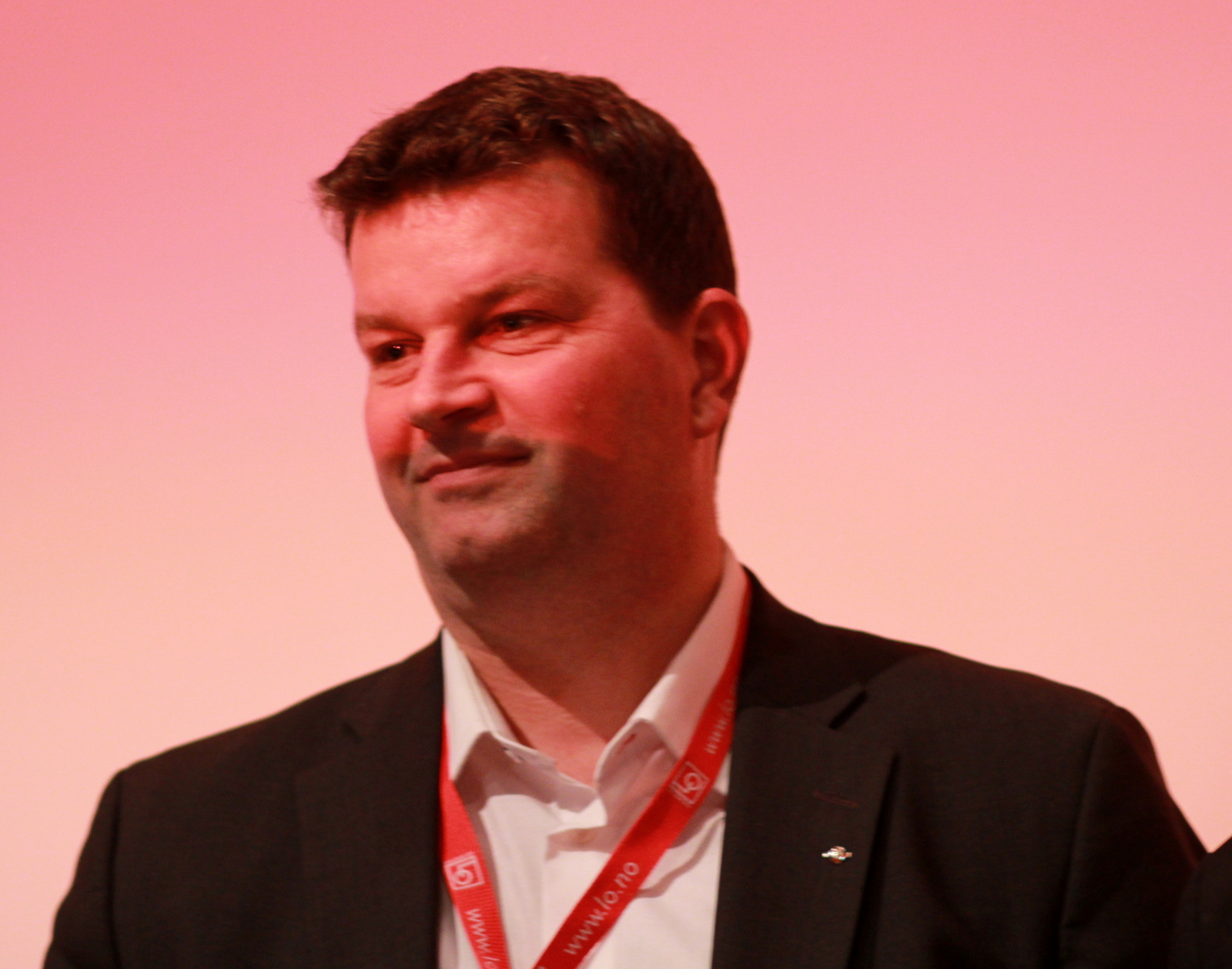
LO-Vorsitzende Hans-Christian Gabrielsen (2017–2021)

- 2017–2021: Hans-Christian Gabrielsen
- 2021–2025: Peggy Hessen Følsvik
- seit 2025: Kine Vistnes

## Mitgliedsverbände
Stand: Oktober 2018
- Arbeiderbevegelsens Presseforbund (APF)
- EL og IT Forbundet
- Fagforbundet
- Fellesforbundet
- Fellesorganisasjonen (FO)
- Forbundet for Ledelse og Teknikk (FLT)
- Handel og Kontor i Norge (HK)
- Industri Energi (IE)
- Musikernes fellesorganisasjon (MFO)
- Norges Offisersforbund (NOF)
- Norske Dramatikeres Forbund (NDF)
- Norske Idrettsutøveres Sentralorganisasjon (NISO)
- Norsk Arbeidsmandsforbund (NAF)
- Norsk Fengsels- og Friomsorgsforbund (NFF)
- Norsk Flygerforbund (NF)
- Norsk Jernbaneforbund (NJF)
- Norsk Kabinforening (NKF)
- Norsk Lokomotivmannsforbund (N.L.F.)
- Norsk Manuellterapeutforening (NMF)
- Norsk Nærings- og Nytelsesmiddelarbeiderforbund (NNN)
- Norsk Post- og Kommunikasjonsforbund (Postkom)
- Norsk Sjømannsforbund (NSF)
- Norsk Sjøoffiserforbund (NSOF)
- Norsk Tjenestemannslag (NTL)
- Norsk Transportarbeiderforbund (NTF)
- Skolenes Landsforbund (SL)